# Actinothoe bellii
Actinothoe bellii is een zeeanemonensoort uit de familie Sagartiidae. De anemoon komt uit het geslacht Actinothoe. Actinothoe bellii werd in 1851 voor het eerst wetenschappelijk beschreven door Cocks. 